# Bogdana (gmina w okręgu Vaslui)
Bogdana – gmina w Rumunii, w okręgu Vaslui. Obejmuje miejscowości Arșița, Bogdana, Fântâna Blănarului, Găvanu, Lacu Babei, Plopeni, Similișoara, Suceveni i Verdeș. W 2011 roku liczyła 1602 mieszkańców.